# Lahijanon-G 2''-dimetilaliltransferaza
Lahijanon-G 2-dimetilaliltransferaza (EC 2.5.1.71, LG 2-dimetilaliltransferaza, lahianon G 2-dimetilaliltransferaza, LGDT) je enzim sa sistematskim imenom dimetilalil-difosfat:lahijanon-G 2-dimetilaliltransferaza. Ovaj enzim katalizuje sledeću hemijsku reakciju
dimetilalil difosfat + lahianon G {\displaystyle \rightleftharpoons } difosfat + soforaflavanon G
Ovaj za membranu vezani enzim je lociran u plastidima. Za njegovo dejstvo je neophodan jon Mg2+.

## Literatura
- Nicholas C. Price; Lewis Stevens (1999). Fundamentals of Enzymology: The Cell and Molecular Biology of Catalytic Proteins (Third изд.). USA: Oxford University Press. ISBN 019850229X.
- Eric J. Toone (2006). Advances in Enzymology and Related Areas of Molecular Biology, Protein Evolution (Volume 75 изд.). Wiley-Interscience. ISBN 0471205036.
- Branden C; Tooze J. Introduction to Protein Structure. New York, NY: Garland Publishing. ISBN 0-8153-2305-0.
- Irwin H. Segel. Enzyme Kinetics: Behavior and Analysis of Rapid Equilibrium and Steady-State Enzyme Systems (Book 44 изд.). Wiley Classics Library. ISBN 0471303097.
- William P. Jencks (1987). Catalysis in Chemistry and Enzymology. Dover Publications. ISBN 0486654605.

## Spoljašnje veze
- -dimethylallyltransferase Leachianone-G+2-dimethylallyltransferase на 